# Obayos
Obayos är en ort i Mexiko.   Den ligger i kommunen Escobedo och delstaten Coahuila, i den centrala delen av landet, 900 km norr om huvudstaden Mexico City. Obayos ligger 448 meter över havet och antalet invånare är 362.
Terrängen runt Obayos är platt åt nordost, men åt sydväst är den kuperad. Runt Obayos är det mycket glesbefolkat, med 2 invånare per kvadratkilometer. Närmaste större samhälle är San José de Aura, 16,6 km norr om Obayos. Omgivningarna runt Obayos är i huvudsak ett öppet busklandskap.